# Gare de La Crèche
La gare de La Crèche est une gare ferroviaire française de la ligne de Saint-Benoît à La Rochelle-Ville, située sur le territoire de la commune de La Crèche, dans le département des Deux-Sèvres, en région Nouvelle-Aquitaine.
Elle est mise en service en 1856 par la Compagnie du chemin de fer de Paris à Orléans. C'est une halte ferroviaire de la Société nationale des chemins de fer français (SNCF), desservie par des trains TER Nouvelle-Aquitaine circulant entre Poitiers et Niort.

## Situation ferroviaire
Établie à 67 m d'altitude, la gare de La Crèche est située au point kilométrique (PK) 59,581 de la ligne de Saint-Benoît à La Rochelle-Ville, entre les gares ouvertes de Saint-Maixent (Deux-Sèvres) et de Niort. Elle est séparée de ces deux gares respectivement par les gares aujourd'hui fermées de Sainte-Néomaye et d’Arthenay.

## Service des voyageurs

### Accueil
Halte  SNCF, c'est un point d'arrêt non géré (PANG) à entrée libre.
En 2022, selon les estimations de la SNCF, la fréquentation annuelle de la gare était de 24 541 voyageurs contre 19 339 voyageurs en 2019 et 12 109 en 2018.

### Desserte
La Crèche est desservie par des trains TER Nouvelle-Aquitaine circulant entre Poitiers et Niort ou au-delà, La Rochelle-Ville.